# Gsieser Bach
Der Gsieser Bach (italienisch Rio Casies) oder Pidigbach ist ein 22,3 Kilometer langer Zufluss der Rienz, in der er auf einer Höhe von 1071 m s.l.m. mündet. Der Gsieser Bach entwässert ein Gebiet von 145 km², das auf 2837 m s.l.m. seinen höchsten Punkt erreicht. Der Gsieser Bach entspringt am Gsieser Törl und mündet bei Welsberg in die Rienz. Der Bach durchfließt in seinem Verlauf eine Reihe von Ortschaften der Gemeinde Gsies. Wichtigste Zuflüsse sind der Mayrbach und der Rudlbach.

## Geschichte
Der ältere Name des Gewässers lautet Pidig bzw. Piding. Der Bach wird ersturkundlich im Jahr 816 in einer Verfügung Kaiser Ludwigs des Frommen zugunsten des Hochstifts Freising – als westliche Grenzbestimmung des Einzugsgebiets des von letzterem geführten Klosters Innichen – als Pudigin genannt. Der Name könnte mit der voreinzelsprachen-indogermanischen Wortwurzel *bud- mit der Bedeutung „Boden des Flusses“ in Zusammenhang stehen.